# S5 (système de fichiers)
Pour les articles homonymes, voir S5.
S5 est un système de fichiers non journalisé de SCO UNIX, aussi appelé S51K.